# Lemat Auerbacha
Lemat Auerbacha – w analizie funkcjonalnej, twierdzenie mówiące, że w każdej skończenie wymiarowej przestrzeni unormowanej {\displaystyle X} istnieje taka baza {\displaystyle \{e_{1},\dots ,e_{n}\},} że
{\displaystyle \|e_{1}\|=\ldots =\|e_{n}\|=\|e_{1}^{*}\|=\ldots =\|e_{n}^{*}\|=1,}
gdzie symbolami {\displaystyle e_{1}^{*},\dots ,e_{n}^{*}} oznaczone są elementy (funkcjonały) bazy sprzężonej do wyjściowej bazy {\displaystyle e_{1},\dots ,e_{n}.} Bazy o tej własności nazywane są bazami Auerbacha.
Nazwa twierdzenia pochodzi od nazwiska Hermana Auerbacha, polskiego matematyka, który udowodnił najpierw przypadek dwuwymiarowy w swojej rozprawie doktorskiej napisanej we Lwowie, a następnie w przypadku ogólnym (dowód Auerbacha przypadku ogólnego nie zachował się). Alternatywne dowody podali M.M. Day i A.E. Taylor. Pojęcie układu Auerbacha uogólnia bazy o powyższej własności na przestrzenie nieskończenie wymiarowe.

## Dowód Taylora
Niech {\displaystyle X} będzie {\displaystyle n}-wymiarową przestrzenią unormowaną. Dla danego układu biortogonalnego {\displaystyle (y_{j},y_{j}^{*})_{1\leqslant j\leqslant n}} rozważmy funkcję
{\displaystyle V(z_{1},\dots ,z_{n})=\det[\langle z_{i},y_{j}^{*}\rangle ]_{i,j=1,\dots ,n}\quad (\|z_{1}\|,\dots ,\|z_{n}\|\leqslant 1).}
Funkcja {\displaystyle V} jest ciągła. Ponieważ przestrzeń {\displaystyle X} jest skończenie wymiarowa, z twierdzenia Heinego-Borela wynika, zwartość zbioru
{\displaystyle B_{n}=\{(z_{1},\dots ,z_{n})\in X^{n}\colon \|z_{1}\|,\dots ,\|z_{n}\|\leqslant 1\}.}
Ze zwartości {\displaystyle B_{n}} oraz ciągłości funkcji {\displaystyle V} wynika istnienie takiego punktu {\displaystyle (x_{1},\dots ,x_{n})\in B_{n},} że
{\displaystyle V(x_{1},\dots ,x_{n})=\max\{V(z_{1},\dots ,z_{n})\colon (z_{1},\dots ,z_{n})\in B_{n}\}.}
W szczególności,
{\displaystyle \|x_{1}\|=\ldots =\|x_{n}\|=1.}
Dla każdego {\displaystyle 1\leqslant i\leqslant n} definiujemy funkcjonał {\displaystyle x_{i}^{*}} wzorem
{\displaystyle \langle x,x_{i}^{*}\rangle ={\frac {V(x_{1},\dots ,x_{i-1},x,x_{i+1},\dots ,x_{n})}{V(x_{1},\dots ,x_{n})}}\quad (x\in X).}
Z {\displaystyle n}-liniowości wyznacznika wynika, że {\displaystyle x_{i}^{*}} jest funkcjonałem liniowym, ponadto {\displaystyle (x_{j},x_{j}^{*})_{1\leqslant j\leqslant n}} jest układem biortogonalnym. Pozostaje zauważyć, że
{\displaystyle \|x_{1}^{*}\|=\ldots =\|x_{n}^{*}\|=1.}

## Zastosowanie do konstrukcji rzutów na skończenie wymiarowe podprzestrzenie
Lematu Auerbacha używa się by wykazać następujące twierdzenie:
Niech {\displaystyle X} będzie przestrzenią unormowaną oraz niech {\displaystyle F} będzie jej {\displaystyle n}-wymiarową podprzestrzenią liniową. Wówczas istnieje rzut (liniowy operator idempotentny) {\displaystyle P\colon X\to E} o normie co najwyżej {\displaystyle n.}
Dowód. Istotnie, niech {\displaystyle \{f_{1},\dots ,f_{n}\}} będzie bazą przestrzeni {\displaystyle F} o tej własności, że
{\displaystyle \|f_{1}\|=\ldots =\|f_{n}\|=\|f_{1}^{*}\|=\ldots =\|f_{n}^{*}\|=1,}
gdzie {\displaystyle \{f_{1}^{*},\dots ,f_{n}^{*}\}} oznaczają współczynniki stowarzyszone z wektorami bazowymi. Z twierdzenia Hahna-Banacha wynika, że każdy z funkcjonałów {\displaystyle f_{i}^{*}} daje się przedłużyć do pewnego funkcjonału {\displaystyle \varphi _{i}^{*}\in X^{*}} o normie 1. Niech
{\displaystyle Px=\sum _{i=1}^{n}\langle x,\varphi _{i}\rangle f_{i}\quad (x\in X).}
Wówczas {\displaystyle P} jest operatorem liniowym na {\displaystyle X,} którego obraz zawiera się w {\displaystyle F.} Ponadto, {\displaystyle Px=x} dla każdego {\displaystyle x\in F.} Norma {\displaystyle P} nie przekracza {\displaystyle n} ponieważ {\displaystyle P} jest sumą {\displaystyle n} operatorów o normie 1. Rzeczywiście,
{\displaystyle \|\langle x,\varphi _{i}\rangle f_{i}\|\leqslant \|x\|\ \|\varphi _{i}\|\ \|f_{i}\|=\|x\|,}
co kończy dowód.